# 3-й Гоголівський провулок (Житомир)
3-й Гоголівський провулок — провулок у Корольовському районі Житомира. Назва на честь письменника Миколи Гоголя походить від назви вулиці, з якої провулок бере початок — Гоголівської.

## Розташування
Провулок розташований у привокзальній частині міста, в історичному районі Путятинка. З'єднує вулиці Гоголівську та Бориса Тена. Перетинається з провулком Академіка Слуцького. 

## Історія
Провулок та його забудова сформувалися у 1950-х роках. Початок провулка формувався на основі старого путівця, що з'єднував приміські хутори та землеволодіння на берегах річки Путятинки зі шляхом на Вацків (Вацківським провулком). Отримав назву (чинну) в 1957 році. 
До 1980-х років провулок був довшим — прямував на південний схід від перехрестя з вулицею Бориса Тена. У 1980-х роках в ході будівництва нового мікрорайону забудову ділянки провулка південніше вулиці Бориса Тена знесено та облаштовано прибудинкову територію багатоквартирного будинку № 104 по вулиці Бориса Тена.